# Rimantas Šadžius

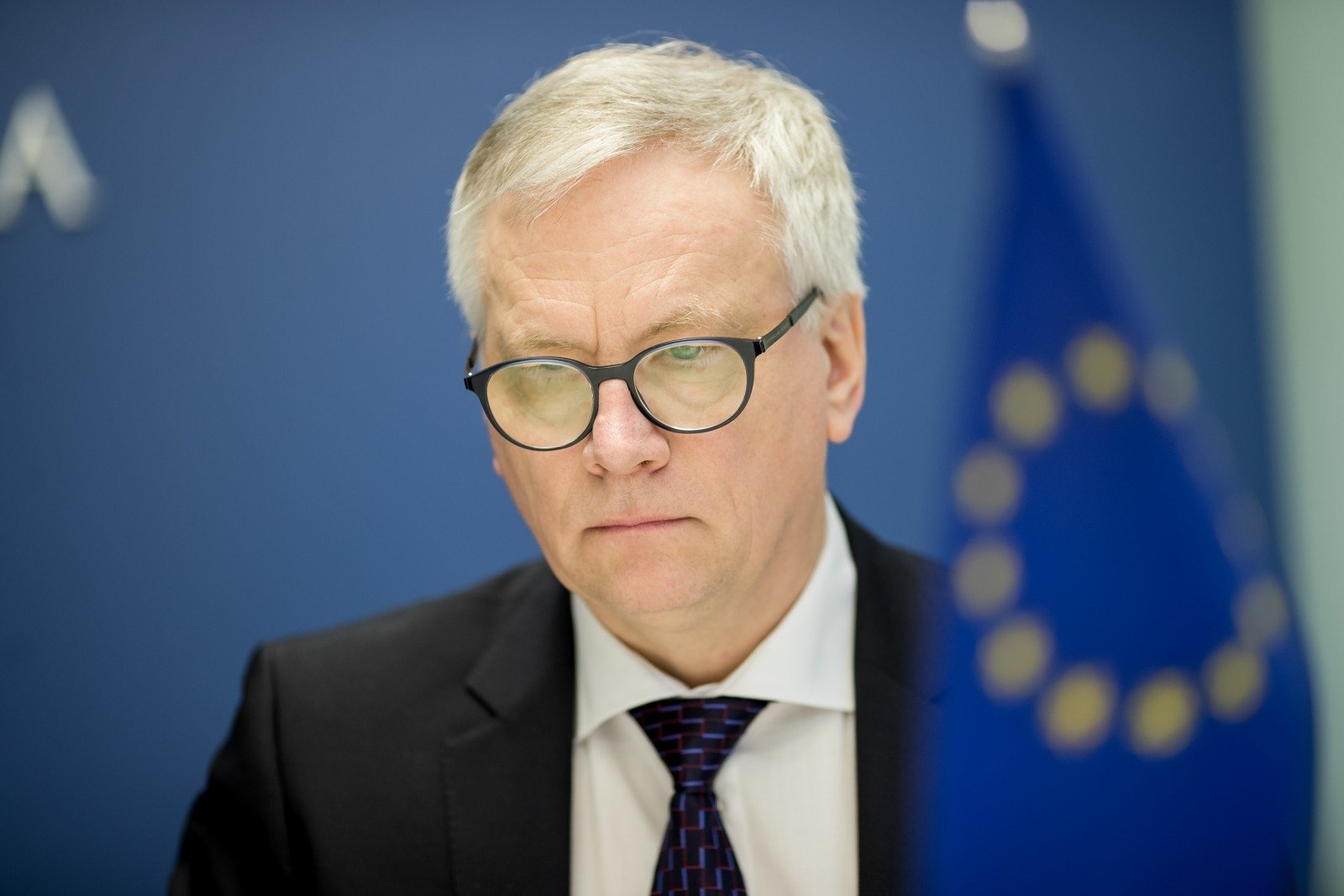
Rimantas Šadžius (2023)

Rimantas Šadžius (* 8. Oktober 1960 in Vilnius) ist ein litauischer sozialdemokratischer Politiker. Von 2007 bis 2008 und von 2012 bis 2016 war er und seit Dezember 2024 ist er Finanzminister des Landes. Seit dem 4. August 2025 ist er kommissarischer Premierminister.

## Leben
Nach dem Abitur mit der Auszeichnung 1978 an der 23. Mittelschule Vilnius absolvierte Šadžius 1983 mit der Auszeichnung das Diplomstudium der Chemie an der Universität Moskau und 2002 das Fernmagisterstudium der Rechtswissenschaften an der Vilniaus universitetas.
Von 1989 bis 1999 war er Mitarbeiter an der Physikfakultät der Universität Vilnius.
Von 2003 bis 2007 war Šadžius stellvertretender litauischer Sozialminister, von 2007 bis 2008  stellvertretender Gesundheitsminister Litauens und stellvertretender Finanzminister. Von Dezember 2012 bis Juni 2016 war Šadžius Finanzminister im Kabinett Butkevičius. Seine Nachfolgerin wurde Rasa Budbergytė. Ab Juni 2016 war er  litauischer Vertreter Mitglied beim Europäischen Rechnungshof. Seit November 2024 ist er Finanzminister im Kabinett Paluckas. Am 4. August 2025 übernahm er nach dem Rücktritt von Gintautas Paluckas kommissarisch das Amt des Premierministers.
Šadžius lehrte an der Fakultät für Sozialwissenschaften der Lietuvos edukologijos universitetas. Seit 2009 ist er Doktorand und promoviert in Rechtswissenschaft über Public Private Partnership an der Rechtsfakultät der Vilniaus universitetas.
Šadžius spricht englisch, russisch, polnisch, deutsch und französisch.

## Familie
Šadžius ist verheiratet und mit seiner Frau, Staatsbeamtin, hat die Tochter Kristina und den Sohn Almantas.

## Kabinette
- Kabinett Kirkilas
- Kabinett Butkevičius
- Kabinett Paluckas